# Alopecosa pseudocuneata
Alopecosa pseudocuneata là một loài nhện trong họ Lycosidae.
Loài này thuộc chi Alopecosa. Alopecosa pseudocuneata được Ehrenfried Schenkel-Haas miêu tả năm 1953.